# Lago Garichtisee
O Lago Garichtisee É um lago artificial formado pela Barragem Mettmenalp, localizado no município de Schwanden no cantão de Glarus, Suíça. O lago apresenta uma superfície de 0,16 km².